# 楊爾曾
楊爾曾（約1575年—？），字聖魯，號雉衡山人，別號夷白主人。明代浙江錢塘(杭州市)人。
生卒年均不詳。早年困於科場，但是“顛毛種種，仕途猶賖”，後來成為作家，設置書坊，喜好編刊通俗小說。著名的創作小說有《東西晉演義》、《韓湘子全傳》。同時他還刊有《海內奇觀》、《圖繪宗彝》等書籍。